# Flexing with Monty
Flexing with Monty – amerykański artystyczny film fabularny (komediodramat) z 2010 roku. Film jest autorskim projektem Johna Albo. Nad wyraz skomplikowany proces jego produkcji oraz specyfika przekazu czynią z niego film kultowy.
Oficjalny dystrybutor opisuje Flexing with Monty jako film o „trzech niezwykłych ludziach uwięzionych w psychoseksualnej grze własnej roboty”.

## Opis fabuły
Tytułowy bohater Monty pracuje jako nauczyciel wychowania fizycznego w lokalnej uczelni oraz mieszka ze swoim młodszym bratem, nastoletnim Bertinem, którego samotnie wychowuje. Mężczyzna nieustannie i obsesyjnie pracuje nad własną sylwetką, godziny spędzając na domowej siłowni, chce bowiem osiągnąć fizyczną perfekcję. Przy okazji wykazuje się sporym narcyzmem oraz nietolerancją wobec wszystkiego, co uznaje za „nienormalne” („normalnymi” uznaje codzienne, katorżnicze treningi fizyczne).
Braci w ich własnym domu odwiedza wkrótce tajemnicza zakonnica Lillith. Nowa znajomość przewróci świat całej trójki do góry nogami, uwydatnione między innymi zostaną homoseksualne zapędy Monty'ego i Bertina.

## Obsada
- Trevor Goddard − Monty
- Rudi Davis − Bertin
- Sally Kirkland − Lillith
- Mitch Hara − homoseksualny mężczyzna
- Michelle Zeitlin − prostytutka
- Manny Gates − mężczyzna w klatce
- Gwen Van Dam − babcia
- Melinda Peterson − pani Nog
- Susan Tyrrell − pani Nog (głos)
- Venus Le Dome − sex-doll
- Faith Ptak − młoda Lillith

## Produkcja i wydanie filmu
Dopuszczenie obrazu do dystrybucji zajęło szesnaście lat, czternaście z czego było czasem filmowania i intensywnej produkcji.
Realizacja filmu ruszyła w 1994 roku; wówczas rozpoczęto zdjęcia. 1 maja 1996 rozpoczęto produkcję obrazu, która trwała aż do 15 stycznia 2005. Rok 2008 był rokiem zakończenia prac nad filmem. Powodem tak długiej i żmudnej realizacji były niefortunne wypadki: najpierw, jeszcze w latach 90., umarł pierwotny producent filmu, następnie, w 2003, zginął Trevor Goddard, odtwórca głównej roli męskiej. Udział we Flexing with Monty był dla Goddarda pierwszym występem w roli pierwszoplanowej.
Film miał zostać początkowo opublikowany w 2008, lecz jego premierę odwleczono na początek 2010 roku. Premiera projektu odbyła się 5 stycznia 2010, gdy na rynku DVD wydał go niezależny dystrybutor, firma Unearthed Films.
Po premierze film uznany został za prowokacyjny w treści i stylu oraz nagłośniony przez hollywoodzkich gwiazdorów − Seana Penna, Roberta Downeya Sr. i Danny'ego DeVito, którzy udzielili aprobujących recenzji na jego temat.

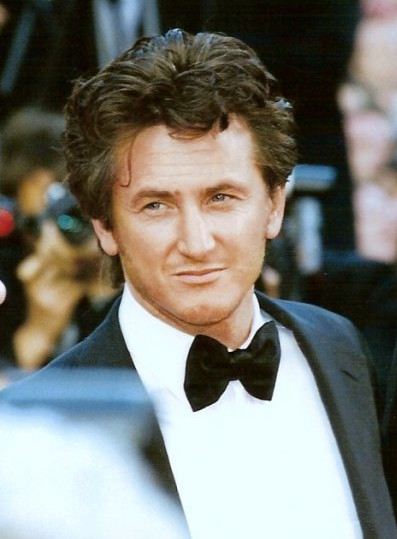
Film doceniony został przez grono hollywoodzkich aktorów, w tym laureata Oscara Seana Penna.

Scenariusz Johna Albo został nagrodzony przez Bibliotekę Amerykańskiej Akademii Sztuki i Wiedzy Filmowej.

## Opinie
- Sean Penn:

Wrażliwy i zmysłowy.

- Danny DeVito:

Kuriozalnie komiczny.

- Robert Downey Sr.:

Skandalicznie zabawny. Mój osobisty klasyk.